# Schizonycha zavattarii
Schizonycha zavattarii är en skalbaggsart som beskrevs av Gridelli 1939. Schizonycha zavattarii ingår i släktet Schizonycha och familjen Melolonthidae. Inga underarter finns listade i Catalogue of Life.